# Horama oedippus
Horama oedippus är en fjärilsart som beskrevs av Jean Baptiste Boisduval 1870. Horama oedippus ingår i släktet Horama och familjen björnspinnare. Inga underarter finns listade i Catalogue of Life.